# Elegies For Angels, Punks and Raging Queens
Elegies For Angels, Punks and Raging Queens ist ein Musik-Zyklus. Die Musik wurde von Janet Hood geschrieben, die Liedtexte und Zwischentexte stammen von Bill Russell. Das Stück besteht aus Liedern und Monologen, die sich mit AIDS und dem HI-Virus beschäftigen. Es erzählen Angehörige, Freunde und die Betroffenen selbst über den Umgang mit ihrer Erkrankung. Die Lieder und Monologe beschäftigen sich mit Liebe, Tod, Verzweiflung und Lebensfreude, die Geschichten werden in verschiedenen Musikstilen erzählt. Das gesamte Stück wurde vom NAMES Project AIDS Memorial Quilt und Edgar Lee Masters inspiriert.
Das Musical wurde in den späten 80er Jahren geschrieben und wurde ursprünglich auch als „The Quilt“ bezeichnet. Es wurde erstmals 1989 im Ohio Theatre in Soho in New York City aufgeführt. Dort wurde es erstmals mit dem neuen Titel präsentiert. Ab Februar 1990 lief es Off-off-Broadway im East Village. Im Jahr  1992 wurde es für einige Monate im King's Head Theatre in London aufgeführt. Im Juni 1993 zog es dann ins Criterion Theatre in Londons West End um, blieb dort aber nur etwas über einen Monat.
„Elegies“  wurde dann wieder in New York City am 2. April 2001 im Haft Theatre des Fashion Institute of Technology als Benefiz-Veranstaltung für das Momentum AIDS Project aufgeführt.  Das Cast für diese Veranstaltung bestand aus verschiedenen namhaften Künstlern, wie Alice Ripley, Emily Skinner, Brian d'Arcy James, Christopher Durang, Mario Cantone, Joe Piscopo and Norm Lewis.  Das Konzert wurde aufgezeichnet und als Soundtrack von Fynsworth Alley im Jahr 2001 veröffentlicht.
Neben den Aufführungen in New York und London wurde das Stück unter anderem auch in Australien, Deutschland und Israel aufgeführt. In Deutschland wurde das Musical im Jahr 2007 vielerorts auf die Bühne gebracht, beispielsweise am 26. Februar 2007 unter Mitwirkung vieler bekannter Musical-Darsteller im Hamburger Schmidt Theaters. Darunter waren Ethan Freeman, Charlotte Heinke, Nik Breidenbach, Valerie Link, Susi Banzhaf, Monika Julia Dehnert, Volkan Baydar, Jörg Neubauer und Marc Seitz. Auch am 28. Oktober desselben Jahres wurde Elegies aufgeführt: Im Rahmen einer Benefiz Veranstaltung der AIDS-Hilfe spielten Ethan Freeman, Christian Alexander Müller, Volkan Baydar und Bernie Blanks.

## Lieder aus dem Musical
1. Angels, Punks And Raging Queens
2. I'm Holding On To You
3. And The Rain Keeps Falling Down
4. I Don't Do That Anymore
5. I Don't Know How To Help You
6. Celebrate
7. Heroes All Around
8. Spend It While You Can
9. My Brother Lived In San Francisco
10. Learning To Let Go